# Hampus Dalström

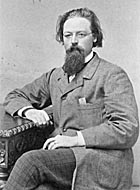
Hampus Dalström

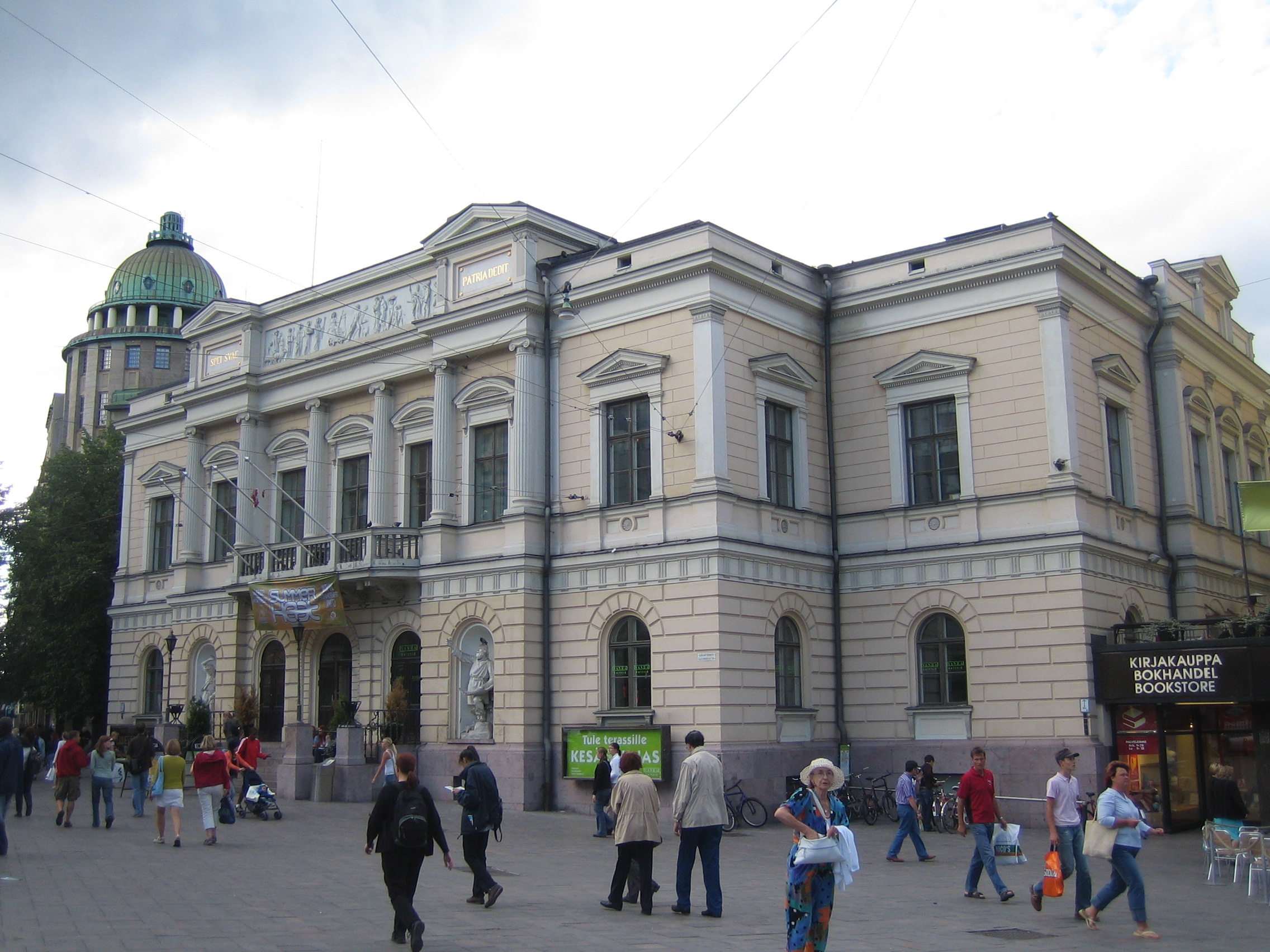
Mit dem Alten Studentenhaus hat Hampus Dalström bleibende Spuren in Helsinki hinterlassen

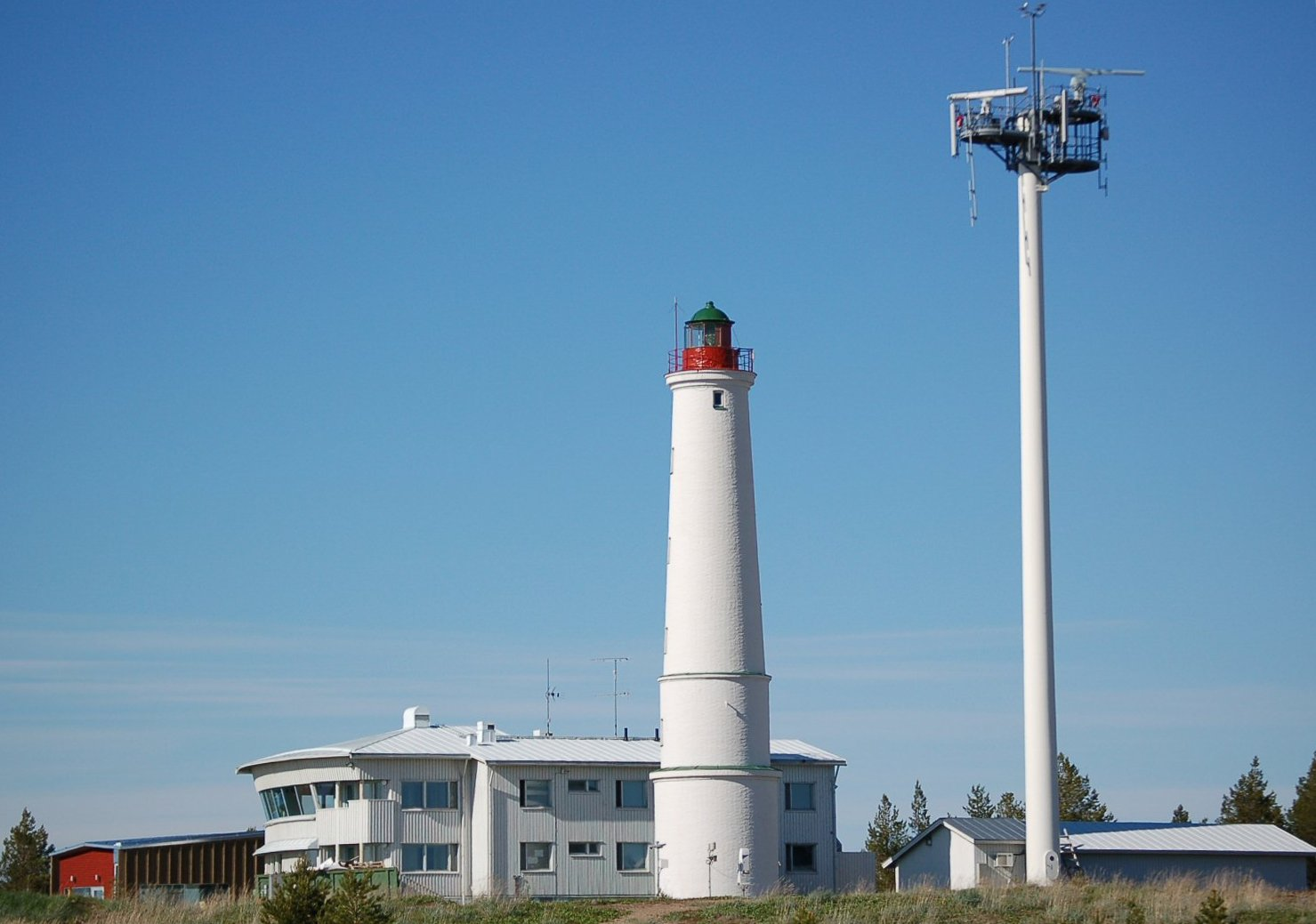
Einer der vielen von Dalström entworfenen Leuchttürme ist Marjaniemi auf der Insel Hailuoto

Axel Hampus Dalström (geboren am 22. März 1829 in Helsinki; gestorben am 19. März 1882 ebenda) war ein finnischer Architekt. Neben seinen zahlreichen Leuchtturmbauten ist sein Werk besonders durch städtische Repräsentationsbauten in Helsinki geprägt, von denen jedoch heute der Großteil nicht mehr existiert. Bei seinen Entwürfen machte Dalström reichen Gebrauch von Rundbögen und von Elementen der italienischen Renaissance.
Dalström studierte Architektur am Technischen Institut und an der Königlichen Akademie der freien Künste in Stockholm und beendete seine Ausbildung bei der finnischen Bauverwaltung. In den Jahren 1861/62 unternahm er eine Studienreise an die Académie des Beaux-Arts in Paris.
In den Sechzigerjahren des 19. Jahrhunderts entwarf Dalström im Dienste der finnischen Bauverwaltung zahlreiche Leuchttürme in den finnischen Schären sowie im Ladogasee. Von 1869 bis 1882 war er Leiter des finnischen Hauptamtes für öffentliche Bauten (Rakennushallitus) und entwarf in dieser Funktion zahlreiche Repräsentationsbauten im zeitgenössischen Stil des Neoklassizismus bzw. der Neorenaissance. Zu seinen aufsehenerregendsten Werken gehört das 1870 fertiggestellte Alte Studentenhaus in Helsinki.
Kraft seines Amtes wäre Dalström auch für den Entwurf bedeutender staatlicher Gebäude wie der Zentrale der Finnischen Zentralbank zuständig gewesen. Da seine Entwürfe jedoch nicht den Vorstellungen der Bauherren entsprachen, wurde der Auftrag schließlich durch eine internationale Ausschreibung an verwaltungsexterne Architekten vergeben.

## Bauten (Auswahl)
- Restaurant Kappeli, Helsinki (1867)
- Altes Studentenhaus (Vanha Ylioppilastalo) der Universität Helsinki (1870)
- Lyzeum Oulu (1874–75, mit Florentin Granholm)
- Postgebäude von Lahti (1875, mit Florentin Granholm)
- Domkirche von Savonlinna (1879)

Leuchttürme
- Sälskär, Hammarland (1868)
- Marjaniemi, Hailuoto (1871)
- Ulkokalla, Kalajoki (1871)
- Säppi, Luvia (1873)
- Sälgrund, Kaskinen (1875)
- Hanhipaasi (1879) und Heinäluoto (1877), Ladogasee